# Nicolas Lunabba
Nicolas Lunabba, född 6 april 1981 i Höganäs, är en svensk ungdomsledare, debattör och författare. Han var fram till 2023 verksamhetsansvarig för organisationen Helamalmö som arbetar med att skapa bättre levnadsförhållanden för barn och unga i utsatta områden.

## Biografi
Lunabba har varit basketspelare och tränare, och började i början av 00-talet arbeta som ungdomsledare i utsatta områden i Malmö genom föreningen Helamalmö. Det började med basketträningar efter skoltid, men när barnen kom hungriga och ibland utan skor på fötterna utökades aktiviteterna. Han var fram till 2023 verksamhetsansvarig för Helamalmö med omkring 250 medarbetare.
Lunabba och Helamalmö har bland annat blivit uppmärksammade för att genom särskilda insatser med början 2018 ha bidragit till ökad trygghet i området Nydala i Malmö. Man arbetade med att på lokalbefolkningens premisser möta grundläggande behov och önskemål, återinföra välfärdsinstanser i området, ha stort fokus på barn och unga samt rikta särskilda insatser mot antisociala element. Lunabba träffade basketspelaren Elijah Clarance(en) när denne var ung, och boken Blir du ledsen om jag dör handlar delvis om deras upplevelser.
Lunabba var värd i Sommar i P1 den 19 augusti 2021. Hans sommarprogram var berättelsen om fyra vilsna pojkar och ett brutalt svenskt klassamhälle, där han med återhållen vrede berättade om sin egen tuffa uppväxt och om de utsatta barn han kommit i kontakt med under åren. DN:s Per Svensson beskrev programmet som "plågsamt och omistligt", och att "Lunabba framstår som en nödvändig motröst, inte minst när vi går in i en ett år lång valkampanj som riskerar att bli en allt vildare auktion på temat brott och straff".

## Utmärkelser
- 2021 – IM-priset till Britta Holmströms minne med motiveringen "Nicolas Lunabba har i en tid när många ropar på enkla lösningar och hårdare straff stigit fram som ett starkt och orubbligt språkrör för de barn som växer upp med fattigdom, rasism, kriminalitet och skjutningar nära inpå. Med stort personligt engagemang har han tillsammans med Helamalmö i många år försökt förbättra livsvillkoren för unga i de områden andra kallar utsatta, men som han kallar försummade. I den offentliga debatten är Nicolas Lunabba en viktig motröst som lyfter behovet av att åtgärda ojämlikhet och fattigdom. Och precis som IMs grundare Britta Holmström ser han människors inre kraft och väcker opinion mot orättvisor och rasism."
- 2022 – Svenska Martin Luther King-priset med motiveringen “Arbetet för att göra skillnad är vardagen och att börja se de mest utsatta barnen i försummade områden, och Nicolas Lunabba och ‘Helamalmö' vill vara ett språkrör för dem”[11]
- 2022 – Hedersdoktor i socialt arbete vid Malmö Universitet.[12][13]
- 2022 – Hillesgårdspriset för medmänsklighet och mod, med motiveringen "Nicolas Lunabba får 2022 års Hillesgårdspris för medmänsklighet och mod för att han i samverkan med sina kollegor katalyserat framväxten av och leder den dynamiska utvecklingsmiljön Helamalmö. Den är en bred samhällstransformerande kraft i jämlikhetens och rättvisans tecken, genom att primärt vända sig till ungdomar i utsatta områden och stödja och stärka deras tilltro till sin inneboende förmåga att skapa ett gott och konstruktivt liv tillsammans med andra." [14]
- 2024 – Mottagare av 2024 års hedersutmärkelse från Stiftelsen Karin och Ernst August Bångs minne för "förtjänstfullt arbete inom det sociala området med fokus på barn och unga"[15]